# Christen Hørdum
Christen Iver Hørdum (født 21. marts 1846 i Fuglslev ved Ebeltoft, død 6. juni 1911 i København) var en dansk politiker, der var folketingsmedlem og formand for Socialdemokratiet i 1877 og igen fra 1880-1882.
Hørdum var uddannet skomager og arbejdede som skomagersvend et par år, men tog til København for at aftjene sin værnepligt. Efter soldatertiden blev han aktiv i Skomagersvendenes sygekasse, blev senere den første formand for skomagernes fagforening, der blev stiftet i 1873. Han kom med i den komité, der indsamlede penge til opførelse af Arbejdernes Forsamlingsbygning i Rømersgade, der stod færdig i 1879. I 1877 blev han forretningsfører for Social-Demokraten. Han var med til at stifte Socialdemokratisk Forbund 12. februar 1878 og blev formand for partiet i  to omgange, i 1877 og i 1880. Posten bevarede han til 1882. Han valgtes som første socialdemokrat til Folketinget for Københavns 9. kreds i 1884, og sad på tinge til 1887. Hørdum blev dog genvalgt i 1890 og blev siddende til 1909, hvor han trak sig tilbage. 
Hørdum er begravet på Assistens Kirkegård.